# Raport Pelikana (powieść)
Raport Pelikana (ang. The Pelican Brief) – powieść Johna Grishama z 1992 roku. Na jej podstawie powstała ekranizacja pod tym samym tytułem.

## Fabuła
Wielkie poruszenie w Stanach Zjednoczonych wywołują prawie jednoczesne zabójstwa dwóch sędziów Sądu Najwyższego. FBI i CIA są bezradne. Na trop sprawców wpada studentka prawa. Pozornie absurdalne podejrzenie przedstawia w tzw. raporcie pelikana. Dziewczyna ściąga na siebie płatnych morderców i amerykańskie służby specjalne.